# Berthold Vollers
Berthold Vollers  (* 18. Juli 1897 in Bremen; † 1986 in Bremen) war ein deutscher Speditionskaufmann in Bremen.

## Biografie
Vollers stammte aus einer Stedinger Familie. Sein Vater war Kapitän. Er diente im Ersten Weltkrieg bei der Marineartillerie. Danach absolvierte er eine landwirtschaftliche Lehre. Er wurde in den 1920er Jahren Angestellter bei  der Firma Ludwig Roselius & Co. 1932 machte er sich als Küper und Güterbestätter selbstständig und arbeitete eng mit der Firma Roselius zusammen. Ab 1939 diente er bei der Marineartillerie.
Die Küperei und Lagerei von ihm wurde von Roselius übernommen.

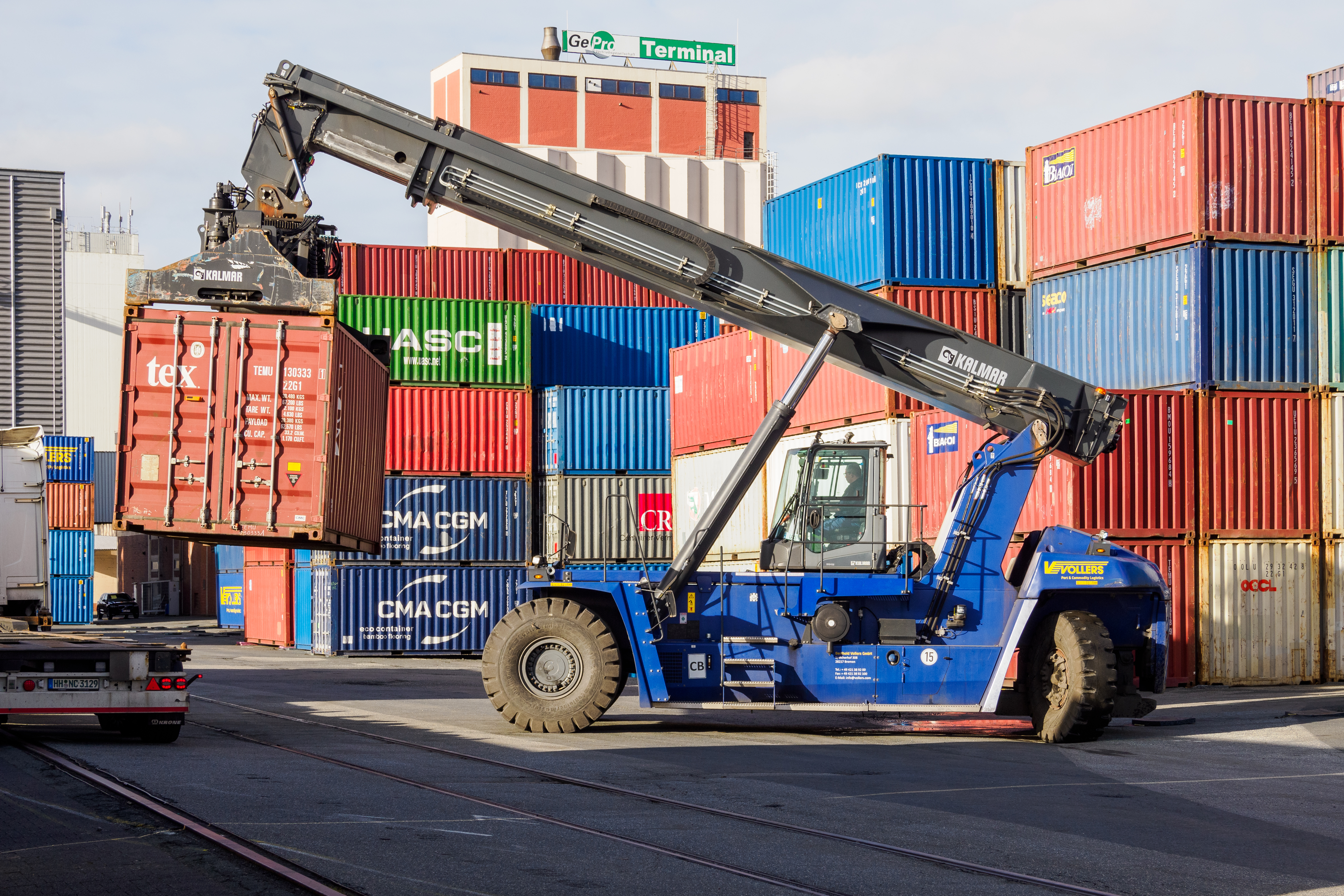
Containerumschlag bei der Berthold Vollers GmbH in Bremen

Nach der Kriegsgefangenschaft war er Ende 1945 in Bremen für die Sonderverpflegung zuständig. 1949 übernahm er wieder die Küperei und er mietete 1950 Lagerflächen im Speicher I am Europahafen und danach andere Speicher. Die Firma arbeitete eng zusammen mit Kaffee HAG. In den 1950er Jahren kamen weitere Waren hinzu wie u. a. Konserven. Die Firma vergrößerte sich und 1972 wurden Lagerflächen im Speicher III am Europahafen erworben und 1979 auch Haus 9 am Speicher III. Ab 1967 kooperierte er mit anderen Firmen oder übernahm sie (Jantzen, Schrager). Der Umschlag wuchs auch mit Gütern wie Baumwolle, Wolle oder Stückgut sowie im Kaffee- und Teebereich (7500 Tonnen Tee/Anno 2017).
Sein Sohn Lüder Vollers trat 1962 ins Unternehmen ein und führte von 1977 bis 2000 die Geschäfte. 1965 wurde der erste LKW angeschafft.
1982 waren 19 LKWs im Einsatz. Um 1984 bis 1990 wurden weitere Firmen übernommen und das Unternehmen umstrukturiert (Berthold Vollers GmbH, Lüder Vollers Grundstücks GmbH, Vollers Lagerei GmbH). Weitere Firmenübernahmen erfolgten 1993 (Vollers kaufte die Kaffee-Lagerei Bremen) und 1999/2003. Filialen in Antwerpen, Genua, Hamburg, Riga, Rotterdam, Tallinn, Triest, Bury St Edmunds und Moskau wurden eingerichtet und weitere Gebäude (Speicher 6) genutzt. 
Christian Vollers (* 1973), ein Enkel von Berthold Vollers, trat 2001 in das Unternehmen seines Vaters (Lüders Vollers) ein und 2006 in die Geschäftsführung.
Transport, Import, Lagerung, Umschlag, Verarbeitung und Logistik gehören aktuell (2022) zu den Geschäftsfeldern. Die Vollers Group pflegt seit den 2000er Jahren die Kulturgeschichte des Tees durch regelmäßige Tee-Seminare.